# Лил Џон
Џонатан Смит (енгл. Jonathan Smith; 17. јануар 1971), познатији као Лил Џон (енгл. Lil Jon), амерички је репер, текстописац, музички продуцент и ди-џеј. Био је фронтмен музичке групе The East Side Boyz са којом је постао добитник бројних златних и платинастих музичких сертификата. Као продуцент учествовао је у стварању многих хитова као што су Goodies и Yeah! за коју је добио награду Греми за најбољу реп/вокалну сарадњу. Песма Turn Down for What коју су снимили он и DJ Snake је постала планетарни хит која је освојила бројне награде, а једна од њих је Билбордова за најбољу електронску песму.
Појављивао се у филмовима Авион са душом и Мрак филм 4 као специјални гост.

## Дискографија

### Као самостални извођач
- Crunk Rock (2010)

### The East Side Boyz
- Get Crunk, Who U Wit: Da Album (1997)
- We Still Crunk!! (2000)
- Put Yo Hood Up (2001)
- Kings of Crunk (2002)
- Crunk Juice (2004)